# Gradaterebra easmithi
Gradaterebra easmithi é uma espécie de gastrópode do gênero Gradaterebra, pertencente à família Terebridae.